# 22692 Carfrekahl
22692 Carfrekahl este un asteroid din centura principală de asteroizi.

## Descriere
22692 Carfrekahl este un asteroid din centura principală de asteroizi. A fost descoperit pe 26 august 1998 la Observatorul La Silla de Eric Walter Elst. Asteroidul prezintă o orbită caracterizată de o semiaxă mare de 3,38 ua, o excentricitate de 0,17 și o înclinație de 16,5° în raport cu ecliptica.